# Tityra braziliensis
Tityra braziliensis, "östlig svartstjärtad tityra", är en fågelart i familjen tityror inom ordningen tättingar. Den betraktas oftast som en underart av svartstjärtad tityra (Tityra cayana), men urskiljs sedan 2016 som egen art av Birdlife International och IUCN.
Fågeln förekommer från östra Brasilien (Maranhão) till östra Paraguay och nordöstra Argentina. Den kategoriseras av IUCN som livskraftig.